# Doris Kammerlander
Doris Pollet-Kammerlander, geborene Pollet (* 8. Februar 1949 in Wien) ist eine österreichische Soziologin und ehemalige Politikerin (Grüne). Pollet-Kammerlander vertrat die Grünen von 1994 bis 1999 als Abgeordnete im österreichischen Nationalrat.

## Leben
Pollet-Kammerlander besuchte nach der Volksschule von 1959 bis 1967 eine allgemeinbildende höhere Schule und studierte nach der Matura Soziologie an der Universität Wien. Sie schloss ihr Studium 1973 mit dem akademischen Grad Mag. rer. soc. oec. ab. Pollet-Kammerlander war als Volontärin im Generalsekretariat des Wirtschaftsförderungsinstituts beschäftigt und von 1974 bis 1980 in Graz als freiberufliche Soziologin im Bereich Wohnbau, Raumplanung, Regionalplanung und Stadtplanung tätig. Sie war ab 1981 am Institut für Umweltforschung der Forschungsgesellschaft Joanneum beschäftigt und zwischen 1990 und 1992 Geschäftsführerin des Vereines Alpen Adria Alternativ. Ab 1992 war sie zudem geschäftsführende Obfrau der Grünen Bildungswerkstatt.
Pollet-Kammerlander war von 1983 bis 1986 Mitglied des Gemeinderates der Stadt Graz und von 1986 bis 1992 Bundesausschusssprecherin der Grünen Alternative. Pollet-Kammerlander vertrat die Grünen vom 7. November 1994 bis zum 14. Jänner 1996 sowie vom 14. März 1996 bis zum 28. Oktober 1999 im Nationalrat. Außerdem war sie Frauen- und außenpolitische Sprecherin der Grünen. 1999 schied sie aus der Politik aus und leitete als OSZE Beobachterin in Montenegro das Büro für Menschenrechtsfragen der OSZE in Podgorica.

## Auszeichnungen
- 2023: Bürgerin der Stadt Graz[1]